# National Bank Open 2021
Giải quần vợt Canada Mở rộng 2021 (còn được biết đến với National Bank Open presented by Rogers vì lý do tài trợ) là một giải quần vợt thi đấu trên mặt sân cứng ngoài trời diễn ra từ ngày 6 tháng 8 đến ngày 15 tháng 8 năm 2021, và là một phần của US Open Series 2021. Giải đấu nam diễn ra tại Aviva Centre ở Toronto, và giải đấu nữ diễn ra tại Sân vận động IGA ở Montreal. Đây là lần thứ 131 giải đấu nam được tổ chức—là một giải Masters 1000 trong ATP Tour 2021, và lần thứ 119 giải đấu nữ được tổ chức—là một giải WTA 1000 trong WTA Tour 2021.
Giải đấu năm 2020 ban đầu diễn ra từ ngày 8 tháng 8 đến 16 tháng 8 năm 2020. Do đại dịch COVID-19, giải đấu năm 2020 đã bị hoãn sang năm 2021 bởi Tennis Canada.

## Điểm và tiền thưởng

### Phân phối điểm
| Sự kiện | VĐ   | CK  | BK  | TK  | Vòng 1/16 | Vòng 1/32 | Vòng 1/64 | Q  | Q2 | Q1 |
| Đơn nam | 1000 | 600 | 360 | 180 | 90        | 45        | 10        | 25 | 16 | 0  |
| Đôi nam | 1000 | 600 | 360 | 180 | 90        | 0         | —         | —  | —  | —  |
| Đơn nữ  | 900  | 585 | 350 | 190 | 105       | 60        | 1         | 30 | 20 | 1  |
| Đôi nữ  | 900  | 585 | 350 | 190 | 105       | 5         | —         | —  | —  | —  |

### Tiền thưởng
| Sự kiện  | VĐ       | CK       | BK       | TK      | Vòng 1/16 | Vòng 1/32 | Vòng 1/64 | Q2     | Q1     |
| Đơn nam  | $370,290 | $211,000 | $121,250 | $74,000 | $45,000   | $26,770   | $15,845   | $8,350 | $4,445 |
| Đơn nữ   | $221,500 | $164,000 | $87,000  | $41,500 | $21,000   | $13,300   | $10,750   | $5,080 | $3,250 |
| Đôi nam* | €68,440  | €47,910  | €32,840  | €22,240 | €15,050   | €10,270   | —         | —      | —      |
| Đôi nữ*  | $67,000  | $43,990  | $27,500  | $13,800 | $8,700    | $6,500    | —         | —      | —      |

*mỗi đội

## Nội dung đơn ATP

### Hạt giống
Dưới đây là những tay vợt được xếp loại hạt giống. Xếp hạng vào ngày 2 tháng 8 năm 2021. Điểm trước vào ngày 9 tháng 8 năm 2021.
| Hạt giống | Xếp hạng | Tay vợt               | Điểm trước | Điểm bảo vệ† | Điểm thắng | Điểm sau | Thực trạng                                   |
| --------- | -------- | --------------------- | ---------- | ------------ | ---------- | -------- | -------------------------------------------- |
| 1         | 2        | Daniil Medvedev       | 9,920      | 300          | 1,000      | 10,620   | Vô địch, đánh bại Reilly Opelka              |
| 2         | 3        | Rafael Nadal          | 7,815      | 500          | 0          | 7,815‡   | Rút lui do chấn thương chân trái             |
| 3         | 4        | Stefanos Tsitsipas    | 8,115      | (125)        | 360        | 8,350    | Bán kết thua trước Reilly Opelka             |
| 4         | 7        | Andrey Rublev         | 6,005      | (180)        | 90         | 6,005    | Vòng 3 thua trước John Isner                 |
| 5         | 10       | Denis Shapovalov      | 3,625      | (45)         | 10         | 3,625    | Vòng 2 thua trước Frances Tiafoe [LL]        |
| 6         | 12       | Casper Ruud           | 3,205      | (75)         | 180        | 3,310    | Tứ kết thua trước Stefanos Tsitsipas [3]     |
| 7         | 13       | Hubert Hurkacz        | 3,118      | 45           | 180        | 3,253    | Tứ kết thua trước Daniil Medvedev [1]        |
| 8         | 14       | Diego Schwartzman     | 2,913      | 23           | 90         | 2,980    | Vòng 3 thua trước Roberto Bautista Agut [10] |
| 9         | 15       | Félix Auger-Aliassime | 2,693      | 45           | 10         | 2,648‡   | Vòng 2 thua trước Dušan Lajović              |
| 10        | 16       | Roberto Bautista Agut | 2,630      | 90           | 180        | 2,720    | Tứ kết thua trước Reilly Opelka              |
| 11        | 17       | Gaël Monfils          | 2,423      | 180          | 180        | 2,423    | Tứ kết thua trước John Isner                 |
| 12        | 18       | Alex de Minaur        | 2,600      | (45)         | 10         | 2,600    | Vòng 2 thua trước Nikoloz Basilashvili       |
| 13        | 19       | Cristian Garín        | 2,475      | 45           | 10         | 2,430‡   | Vòng 2 thua trước John Isner                 |
| 14        | 21       | Grigor Dimitrov       | 2,466      | (10)         | 10         | 2,466    | Vòng 2 thua trước Reilly Opelka              |
| 15        | 23       | Aslan Karatsev        | 2,287      | (15)         | 10         | 2,287    | Vòng 2 thua trước Karen Khachanov            |
| 16        | 24       | Jannik Sinner         | 2,745      | (40)         | 10         | 2,745    | Vòng 2 thua trước James Duckworth [Q]        |

† Do lịch thi đấu thay đổi ở giải đấu năm 2021 và quy tắc điều chỉnh xếp hạng COVID, điểm bảo vệ thể hiện (a) 50% số điểm năm 2019 của tay vợt và (b) điểm tốt nhất của lần 19. Thể hiện của sau được đặt trong dấu ngoặc đơn.
‡ Tay vợt tham dự giải đấu năm 2019 và không bằng hoặc kết quả tốt hơn vào năm 2021 giữ 50% số điểm năm 2019.

### Vận động viên khác
Đặc cách:
- Jenson Brooksby
- Nick Kyrgios
- Vasek Pospisil

Bảo toàn thứ hạng:
- Kei Nishikori

Miễn đặc biệt:
- Mackenzie McDonald

Vượt qua vòng loại:
- Ričardas Berankis
- James Duckworth
- Yoshihito Nishioka
- Tommy Paul
- Emil Ruusuvuori
- Brayden Schnur

Thua cuộc may mắn:
- Feliciano López
- Frances Tiafoe

### Rút lui
Trước giải đấu
- Matteo Berrettini[3] → thay thế bởi  Jan-Lennard Struff
- Pablo Carreño Busta[3] → thay thế bởi  Benoît Paire
- Borna Ćorić[3] → thay thế bởi  John Millman
- Novak Djokovic[3] → thay thế bởi  Dušan Lajović
- Roger Federer[3] → thay thế bởi  Miomir Kecmanović
- David Goffin[3] → thay thế bởi  Albert Ramos Viñolas
- Rafael Nadal → thay thế bởi  Feliciano López
- Dominic Thiem[3] → thay thế bởi  Taylor Fritz
- Milos Raonic[3] → thay thế bởi  Lloyd Harris
- Stan Wawrinka[3] → thay thế bởi  Marin Čilić
- Alexander Zverev[3] → thay thế bởi  Frances Tiafoe

Trong giải đấu
- Kei Nishikori

## Nội dung đôi ATP

### Hạt giống
| Quốc gia | Tay vợt              | Quốc gia | Tay vợt       | Xếp hạng1 | Hạt giống |
| -------- | -------------------- | -------- | ------------- | --------- | --------- |
| CRO      | Nikola Mektić        | CRO      | Mate Pavić    | 3         | 1         |
| COL      | Juan Sebastián Cabal | COL      | Robert Farah  | 15        | 2         |
| USA      | Rajeev Ram           | GBR      | Joe Salisbury | 19        | 3         |
| GER      | Kevin Krawietz       | ROU      | Horia Tecău   | 36        | 4         |
| POL      | Łukasz Kubot         | BRA      | Marcelo Melo  | 36        | 5         |
| AUS      | John Peers           | SVK      | Filip Polášek | 37        | 6         |
| GER      | Tim Pütz             | NZL      | Michael Venus | 51        | 7         |
| IND      | Rohan Bopanna        | CRO      | Ivan Dodig    | 51        | 8         |

- Bảng xếp hạng vào ngày 2 tháng 8 năm 2021.

### Vận động viên khác
Đặc cách: 
- Félix Auger-Aliassime /  Alexis Galarneau
- Grigor Dimitrov /  Vasek Pospisil
- Peter Polansky /  Brayden Schnur

Thay thế:
- Miomir Kecmanović /  Casper Ruud

### Rút lui
Trước giải đấu
- Grigor Dimitrov /  Vasek Pospisil → thay thế bởi  Miomir Kecmanović /  Casper Ruud
- Marcel Granollers /  Horacio Zeballos → thay thế bởi  Oliver Marach /  Philipp Oswald
- Wesley Koolhof /  Jean-Julien Rojer → thay thế bởi  Wesley Koolhof /  Austin Krajicek
- Filip Krajinović /  Dušan Lajović → thay thế bởi  Aslan Karatsev /  Dušan Lajović
- Jan-Lennard Struff /  Alexander Zverev → thay thế bởi  Marin Čilić /  Jan-Lennard Struff

## Nội dung đơn WTA

### Hạt giống
| Quốc gia | Tay vợt                  | Xếp hạng1 | Hạt giống |
| -------- | ------------------------ | --------- | --------- |
| BLR      | Aryna Sabalenka          | 3         | 1         |
| CAN      | Bianca Andreescu         | 5         | 2         |
| UKR      | Elina Svitolina          | 6         | 3         |
| CZE      | Karolína Plíšková        | 7         | 4         |
| ESP      | Garbiñe Muguruza         | 9         | 5         |
| ROU      | Simona Halep             | 10        | 6         |
| CZE      | Petra Kvitová            | 13        | 7         |
| BLR      | Victoria Azarenka        | 15        | 8         |
| BEL      | Elise Mertens            | 17        | 9         |
| RUS      | Anastasia Pavlyuchenkova | 18        | 10        |
| GRE      | Maria Sakkari            | 19        | 11        |
| KAZ      | Elena Rybakina           | 20        | 12        |
| TUN      | Ons Jabeur               | 22        | 13        |
| CZE      | Karolína Muchová         | 23        | 14        |
| USA      | Coco Gauff               | 25        | 15        |
| USA      | Madison Keys             | 26        | 16        |

- 1 Bảng xếp hạng vào ngày 2 tháng 8 năm 2021

### Vận động viên khác
Đặc cách:
- Leylah Annie Fernandez
- Simona Halep[4]
- Rebecca Marino
- Sloane Stephens
- Carol Zhao

Vượt qua vòng loại:
- Amanda Anisimova
- Clara Burel
- Harriet Dart
- Océane Dodin
- Caroline Garcia
- Tereza Martincová
- Anastasia Potapova
- Alison Van Uytvanck

### Rút lui
Trước giải đấu
- Ekaterina Alexandrova → thay thế bởi  Kateřina Siniaková
- Ashleigh Barty[5] → thay thế bởi  Danielle Collins
- Belinda Bencic → thay thế bởi  Jil Teichmann
- Jennifer Brady → thay thế bởi  Camila Giorgi
- Sofia Kenin[6] → thay thế bởi  Anastasija Sevastova
- Angelique Kerber[5] → thay thế bởi  Ajla Tomljanović
- Barbora Krejčiková → thay thế bởi  Marie Bouzková
- Naomi Osaka[6] → thay thế bởi  Fiona Ferro
- Iga Świątek[6] → thay thế bởi  Liudmila Samsonova
- Markéta Vondroušová → thay thế bởi  Zhang Shuai

## Nội dung đôi WTA

### Hạt giống
| Quốc gia | Tay vợt            | Quốc gia | Tay vợt          | Xếp hạng1 | Hạt giống |
| -------- | ------------------ | -------- | ---------------- | --------- | --------- |
| BEL      | Elise Mertens      | BLR      | Aryna Sabalenka  | 8         | 1         |
| JPN      | Shuko Aoyama       | JPN      | Ena Shibahara    | 18        | 2         |
| USA      | Nicole Melichar    | NED      | Demi Schuurs     | 23        | 3         |
| CHI      | Alexa Guarachi     | USA      | Desirae Krawczyk | 33        | 4         |
| CAN      | Gabriela Dabrowski | BRA      | Luisa Stefani    | 37        | 5         |
| CRO      | Darija Jurak       | SLO      | Andreja Klepač   | 48        | 6         |
| AUS      | Ellen Perez        | CZE      | Květa Peschke    | 81        | 7         |
| USA      | Coco Gauff         | USA      | Jessica Pegula   | 91        | 8         |

- Bảng xếp hạng vào ngày 2 tháng 8 năm 2021.

### Vận động viên khác
Đặc cách:
- Mélodie Collard /  Carol Zhao
- Leylah Annie Fernandez /  Rebecca Marino

Thay thế:
- Harriet Dart /  Anett Kontaveit
- Océane Dodin /  Kamilla Rakhimova

### Rút lui
Trước giải đấu
- Marie Bouzková /  Lucie Hradecká → thay thế bởi  Elixane Lechemia /  Ingrid Neel
- Chan Hao-ching /  Latisha Chan → thay thế bởi  Vivian Heisen /  Alicja Rosolska
- Kaitlyn Christian /  Nao Hibino → thay thế bởi  Kaitlyn Christian /  Christina McHale
- Anna Danilina /  Lidziya Marozava → thay thế bởi  Ulrikke Eikeri /  Catherine Harrison
- Eri Hozumi /  Zhang Shuai → thay thế bởi  Océane Dodin /  Kamilla Rakhimova
- Miyu Kato /  Sabrina Santamaria → thay thế bởi  Emina Bektas /  Tara Moore
- Barbora Krejčíková /  Kateřina Siniaková → thay thế bởi  Beatrice Gumulya /  Emily Webley-Smith
- Sofia Kenin /  Jeļena Ostapenko → thay thế bởi  Jeļena Ostapenko /  Dayana Yastremska
- Anastasia Potapova /  Vera Zvonareva → thay thế bởi  Harriet Dart /  Anett Kontaveit

## Nhà vô địch

### Đơn nam
- Daniil Medvedev đánh bại  Reilly Opelka, 6–4, 6–3.

### Đơn nữ
- Camila Giorgi đánh bại  Karolína Plíšková, 6–3, 7–5.

### Đôi nam
- Rajeev Ram /  Joe Salisbury đánh bại  Nikola Mektić /  Mate Pavić, 6–3, 4–6, [10–3]

### Đôi nữ
- Gabriela Dabrowski /  Luisa Stefani đánh bại  Darija Jurak /  Andreja Klepač, 6–3, 6–4